# Die Verabredung (Poe)
Die Verabredung, engl. Titel „The Assignation“, (1834) gehört zu den frühen Erzählungen von Edgar Allan Poe. Sie zeigt ihn noch ganz im Banne eines schwärmerisch-schwülstigen Byronismus.

## Inhalt
Der Marchesa Afrodite di Mentoni ist das Kind entglitten und in den Canal Grande gefallen. Verschiedene Schwimmer versuchen vergeblich, es zu retten. Aber dann tritt ein Unbekannter aus dem Schatten, taucht und holt das Kind herauf und will es in die Arme der errötenden Mutter legen – aber da hat Mentoni, der Vater, es ihm schon entrissen und in den Dogenpalast bringen lassen. Die Marchesa raunt dem Unbekannten zu: „Du hast gesiegt. Eine Stunde nach Sonnenaufgang werden wir uns wiedersehen. So lass es sein!“ Der Fremde steigt zum (ebenfalls namenlosen) Icherzähler in dessen Gondel und bittet ihn, am nächsten Morgen in aller Frühe zu ihm zu kommen.
Der Icherzähler ist überwältigt von der Pracht und dem erlesenen Geschmack, mit dem sich der Fremde in seinem Palast umgibt. Trotz der frühen Stunde fordert dieser ihn auf, mit ihm Johannisberger zu trinken. Ein englisches Gedicht erinnert den Erzähler daran, gehört zu haben, der Fremde sei ein Engländer, und auch von der Marchesa, an die das Gedicht wohl gerichtet ist, heißt es, sie habe zeitweise in London gelebt. Eine Stunde nach Sonnenaufgang sinkt der Fremde bewusstlos auf eine Ottomane. Ein Lakai Mentonis kommt und berichtet atemlos, seine Herrin habe sich vergiftet. Der Icherzähler wendet sich zu dem Fremden um – aber auch der ist tot, sein Becher ist schwarz angelaufen.

## Deutung
Das Motiv einer Liebe, die sich erst im Tod realisiert, ist von Poe mehrfach gestaltet worden. Der Edelmut, mit dem der Fremde das Kind, dessen Vater der Ehemann der Marchesa ist, rettet, obgleich er sie doch selber liebt, dieser Edelmut macht ihn zum Sieger, nicht über die Marchesa, sondern über ihren „satyrgleichen“ Gatten, welcher nicht die Tapferkeit besaß, in die Fluten hinabzusteigen.
Da der Fremde und die Marchesa im Leben nicht zusammenkommen können, vereinen sie sich durch gleichzeitigen Suizid (vgl. auch das Ende der Beauchamp-Sharp-Tragedy, deren Vorgeschichte Poe zu Politian anregte).
In dem Fremden, der in Venedig lebt (wie Lord Byron), der (durch Erbschaft) vermögend ist (wie Lord Byron), der eine Beziehung zu einer verheirateten Frau hat (wie Lord Byron zu Gräfin Teresa Guiccioli), der Sparta, also den Peloponnes, kennt (wie Lord Byron, der dort 1824 starb), wird allgemein ein Porträt des Briten gesehen, dessen schwarze Romantik Poe hemmungslos bewunderte. Poe war ebenso wie Lord Byron ein ausgezeichneter Schwimmer, hatte dichterisches Talent wie er, wäre gern (durch Erbschaft) reich gewesen wie er – und so ist der Fremde zugleich auch ein Selbstporträt Poes. In seiner Neigung zu unmotivierter Heiterkeit ähnelt er stark dem Politian in Poes gleichnamigem und mit dieser Erzählung gleichzeitigen Stückentwurf. Auch Politian ist ein Engländer in Italien, aber im Gegensatz zur Lalage des Politian ist die Marchesa Mentoni nur durch Ehe „entehrt“.
Marie Bonaparte sah in dem geretteten Kind ein Kind des Fremden von der Marchesa.

## Anmerkung
Ein Engländer trinkt mit seinem Freund in Venedig Johannisberger, eine Spätlese aus dem Rheingau. Poes Großzügigkeit im Umgang mit Provenienzen ist auch anderwärts (in Das Fass Amontillado) zu bemerken. Die üppige Ausstattung im Palazzo des Fremden, deren Bewunderung Poe uns nahelegt, könnte mit ihrem Mischmasch („medley“) von etruskischen Vasen bis zu Canova-Figuren kritisch eher als das Kabinett eines Neureichen bewertet werden, der sich mit allem umgibt, was gut und teuer ist. Aber das alles ist möglicherweise nur Dekor für Poes Lieblingsmotiv, das hier machtvoll anklingt: die Synthese von Liebe und Tod.

## Quelle
Poes Erzählung könnte von einer Byron-Anekdote angeregt sein, die damals durch die Presse geisterte.
Byron war in Missolunghi sterblich in Marietta, eine der schönsten Griechinnen, verliebt. Er sah sie einst von seinem Balkon, redete sie griechisch an, sie antwortete französisch. Byron ging zu ihr und fand ein höchst gebildetes Mädchen, in Frankreich erzogen. Sie war Byron gut, aber sie liebte ihn nicht. Er ging täglich zu ihr, fand Gefallen an ihrer Musik, an ihrem ganzen Wesen. Einst war er auch bei Marietta. Sie spielte am Clavier ihm eines seiner griechischen Lieder vor, obschon sie sich übel befand. Im Spielen sank sie sterbend zu Boden. „Wisse,“ sagte sie zu Byron, „mein Geliebter, mein Pallikari ist todt! Ich habe eben diese Nachricht erhalten. Wir haben geschworen, mit einander zu sterben. Ich habe Gift getrunken und sterbe für ihn.“ Marietta starb in Byrons Armen. So erzählte ein Grieche, der Byron in Missolunghi näher gekannt hatte, Herrn von Bonstetten in Genf, und dieser erzählt es in einem Briefe (der 1827 im Drucke erschienenen Sammlung) Matthisson.
Zu diesem im „Wochenblatt für Segeberg und dessen Umgebung“ am 5. April 1829 erschienenen Artikel dürften sich Entsprechungen in amerikanischen Blättern derselben Zeit finden. Biographisch bestätigen lässt sich der Bericht nicht. Bekannt ist, dass Byrons letzte Leidenschaft ein 15-jähriger Grieche war (Loukas Chalandritsanos).